# Carl Ferdinand Cori
Carl Ferdinand Cori (Praga, 5 dicembre 1896 – Cambridge, 20 ottobre 1984) è stato un biochimico ceco naturalizzato statunitense, premio Nobel per la medicina nel 1947, insieme alla moglie Gerty Theresa Cori nata Radnitz e al fisiologo argentino Bernardo Houssay, per le loro scoperte su come il glicogeno viene risintetizzato dall'organismo.
La via metabolica da lui scoperta prende il nome di ciclo di Cori, e mostra come l'acido lattico prodotto nel muscolo durante uno sforzo, in seguito a glicolisi anaerobia, venga trasferito al fegato, dove viene ritrasformato in glucosio tramite la gluconeogenesi.